# Dulce María
Dulce María, właśc. Dulce María Espinosa Saviñón de Álvarez (ur. 6 grudnia 1985 w Meksyku) – meksykańska piosenkarka i aktorka. Członkini zespołów: Jeans oraz RBD. W 2010 roku rozpoczęła karierę solową wydając swój pierwszy album pt. Extranjera.

## Życiorys

### Młodość
Dulce María urodziła się 6 grudnia 1985 roku w Meksyku. Ma dwie starsze siostry: Blancę i Claudię. Jest krewną malarki Fridy Kahlo. Po raz pierwszy pojawiła się publicznie w wieku pięciu lat, występując w reklamie telewizyjnej w grudniu 1990 roku. Następnie otrzymywała kolejne angaże do reklam, m.in. produktów Danone. W wieku sześciu lat wstąpiła do grupy muzyczno-tanecznej Acuarela, gdzie doskonaliła taniec i śpiew. Rok później zaczęła uczęszczać na warsztaty taneczne z baletu latino. W międzyczasie została zaangażowana do roli w Plaza Sesamo, czyli meksykańskiej wersji Ulicy Sezamkowej z lat 90. Przyjaciele nazywają Dulce: Candy Max, Adrilla lub Estrella.

### Kariera muzyczna

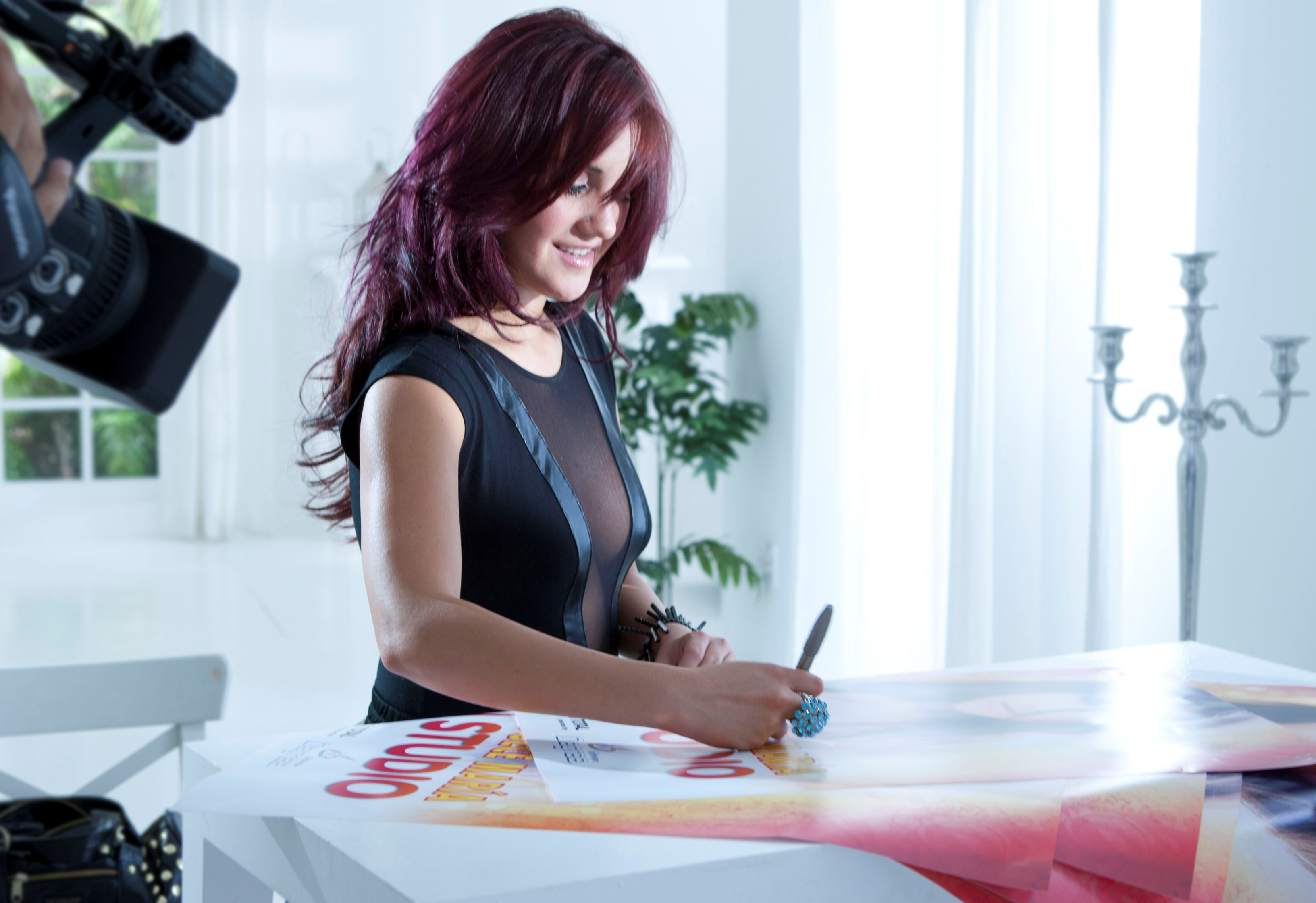
Dulce Maria podczas rozdawania autografów

#### 1996–1998: K.I.D.S.
W 1996 roku dołączyła do meksykańskiego zespołu muzycznego K.I.D.S., cieszącego się dużą popularnością wśród meksykańskich dzieci. Współpraca zaowocowała wydaniem dwóch singli: La mejor de tus sonrisas i Prende el switch.

#### 1999–2000: D&D
W 1999 roku wraz z Danielem Habiffem (również dawnym członkiem K.I.D.S.) założyła Zespół D&D.

#### 2000–2002: Jeans
Na początku 2000 roku wstąpiła do girlsbandu wykonującego muzykę latino pop. Dwa lata później odeszła z zespołu, aby zagrać jedną z głównych ról w telenoweli Clase 406.

#### 2004–2009: RBD

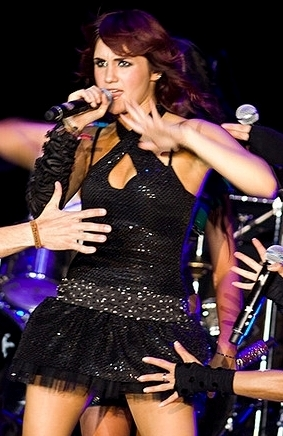
Dulce María (listopad 2008)

W 2004 roku, na potrzeby meksykańskiej telenoweli dla młodzieży Zbuntowani (Rebelde), powstał zespół RBD, w którym Dulce María występowała wraz z: Anahí, Maite Perroni, Alfonsem Herrerą, Christopherem Uckermannem oraz Christianem Chávezem. Grupa wydała kilka albumów, dzięki którym zyskała miliony fanów na całym świecie. Ich piosenki znalazły się na szczytach latynoskich list przebojów. 4 października 2007 roku odbył się światowy dzień RBD, w czasie którego Zespół świętował trzylecie emisji Rebelde w Meksyku. Pomimo protestów fanów, w 2009 roku grupa rozpadła się, głównie z powodu rozpoczęcia przez jej członków karier solowych.

#### Od 2009: Kariera solowa
W październiku 2009 roku Dulce ogłosiła podpisanie kontraktu z Universal Music i rozpoczęła nagrania do swojego pierwszego solowego albumu. 11 maja 2010 roku premierę miał pierwszy singiel z albumu Extranjera, zatytułowany Inevitable. Piosenka znalazła się na 27. miejscu Mexican iTunes Chart. Drugi singiel – Ya No ukazał się 10 lutego 2011 roku, zaś trzeci – Ingenua – miał premierę 11 lipca 2011. Jeszcze w tym samym roku artystka zaśpiewała u boku wokalisty i aktora Joe Jonasa. Podczas jego tournée w Meksyku wykonali razem piosenkę See No More.
W sierpniu 2012 roku piosenkarka nagrała motyw przewodni – Es un drama – do produkcji MTV Último Año. Niedługo później, razem z duetem Rio Roma, nagrała piosenkę Te Sigues Esperando Mi Corazón. W październiku tego samego roku Dulce wzięła udział w kampanii na rzecz walki z rakiem piersi. Specjalnie na tę okazję nagrała piosenkę Reloj de Arena. W 2012 roku Dulce zaczęła komponować i nagrywać piosenki na płytę Sin Fronteras, której przedsprzedaż rozpoczęła się 25 marca 2014 roku na iTunes, natomiast premiera miała miejsce 8 kwietnia tego samego roku. W maju 2013 roku szwedzki piosenkarz Basshunter wydał album studyjny Calling Time, zawierający utwór Wake Up Beside Me z gościnnym udziałem Dulce Marii.  Promujący album singiel Lágrimas, nagrany w duecie z Juliónem Alvarezem, ujrzał światło dzienne 3 września 2013 roku, zaś teledysk znalazł się na kanale artystki w serwisie Youtube 5 listopada 2013 roku. Drugi singiel Antes Que Ver El Sol, który wyszedł w styczniu 2014 roku, został nagrany w dwóch wersjach: solowej, do której nakręcono teledysk, oraz w duecie z brazylijską piosenkarką Manu Gavassi. 22 marca 2014 roku, na portalu YouTube pojawił się wykonywany przez Dulce motyw przewodni programu Gala TV Mexico, zatytułowany Junto a mi. W maju tego samego roku, podczas prezentacji płyty Sin Fronteras, piosenkarka ogłosiła, że trzecim singlem będzie piosenka O Lo Haces Tú O Lo Hago Yo. Nagrania do teledysku odbyły się w lipcu, wideo zaś pojawiło się 19 września 2014 roku. Od września do grudnia 2014 roku Dulce była trenerem w muzycznym reality show Va Por Ti. W listopadzie 2014 roku Dulce, jako pierwsza Meksykanka, została nominowana do MTV EMA w kategorii Najlepszy Międzynarodowy Artysta. W marcu 2015 roku pojawiła się na gali Kids Choice Awards USA, gdzie otrzymała statuetkę w kategorii Ulubiony Artysta Latino. Rok później artystka nagrała motyw do telenoweli Corazón que miente zatytułowany Dejarte de amar. Natomiast w maju 2016 roku na iTunes pojawił się singiel No sé llorar, który promował nadchodzącą płytę Dulce. 19 października 2016 roku na jej kanale na YouTube pojawił się teledysk Volvamos, w którym wystąpiła razem z Joeyem Montaną. 10 marca 2017 roku swoją premierę miała kolejna płyta piosenkarki – DM.

### Pozostała działalność artystyczna i publiczna
14 lutego 2008 roku na meksykańskim rynku ukazała się jej pierwsza książka pt. Dulce Amargo.
Dulce María jest twarzą marki Garnier.

## Trasy koncertowe

### Z RBD
- 2005: Tour Generación RBD
- 2006: Tour Generación 2006
- 2007: Celestial World Tour 2007
- 2008: Empezar Desde Cero World Tour 2008
- 2008: Gira del Adiós

## Życie prywatne
W 2003 roku, podczas pracy przy Clase 406, była w związku z późniejszym członkiem zespołu RBD Alfonsem Herrerą.
9 listopada 2019 roku wyszła za mąż za producenta filmowego Paca Álvareza. W czerwcu 2020 roku ogłosiła, że spodziewa się pierwszego dziecka. Na początku grudnia 2020 roku na świat przyszła ich córka María Paula.

## Filmografia

### Telenowele
| Rok       | Nazwa                    | Rola                    |
| --------- | ------------------------ | ----------------------- |
| 1994      | El Vuelo del Águila      | Delfina Ortega de Díaz  |
| 1995      | Alondra                  | María Elisa             |
| 1995      | Retrato de familia       | Elvira Preciado         |
| 1998      | Huracán                  | Rocío Medina            |
| 1999      | Nigdy cię nie zapomnę    | Silvia Requena Ortiz    |
| 1999      | Infierno en el paraíso   | Dariana Valdivia        |
| 1999      | DKDA Sueños de juventud  | Mary Cejitas            |
| 2000      | Locura de amor           | Ximena                  |
| 2000      | Primer amor a mil x hora | Britanny                |
| 2002      | El juego de la vida      | Sami                    |
| 2002      | Clase 406                | Marcela Mejí            |
| 2004–2006 | Rebelde                  | Roberta Pardo Rey       |
| 2009      | Verano de amor           | Miranda Perea Olmos     |
| 2012      | Miss XV                  | Dulce María             |
| 2012      | Rebelde Brasil           | Dulce María             |
| 2013      | Mentir Para Vivir        | Jackie Barragan Toscano |

### Seriale telewizyjne
| Rok  | Nazwa                        | Rola             |
| ---- | ---------------------------- | ---------------- |
| 1993 | Plaza Sésamo                 | Dziewczynka      |
| 1993 | El club de Gaby              | Dziewczynka      |
| 2005 | La energía de Sonric'slandia | Ona sama         |
| 2007 | RBD: La familia              | Dul              |
| 2010 | Mujeres Asesinas             | Eliana           |
| 2014 | Va Por Ti                    | Ona sama (coach) |

### Filmy
| Rok  | Nazwa                       | Rola                |
| ---- | --------------------------- | ------------------- |
| 1994 | Quimera                     | Lucia               |
| 1999 | Inesperado amor             | Lorena              |
| 2000 | Bienvenida al clan          | Aleshaí             |
| 2007 | El Agente 00-P2             | Molly Cocatú (głos) |
| 2011 | ¿Alguien Ha Visto A Lupita? | Lupita              |
| 2013 | Quiero Ser Fiel             | Carla Martí         |

## Dyskografia solowa

### Albumy studyjne
- 2011: Extranjera – Segunda parte
- 2014: Sin Fronteras
- 2017: DM

## Dyskografia z K.I.D.S.
- 1999: Kaleidoscopio interactivo de sueños
- 1999: En el principio

## Dyskografia z Jeans
- 2001: Cuarto para las cuatro

## Dyskografia z RBD
Albumy studyjne
- 2004: Rebelde
- 2005: Nuestro Amor
- 2006: Celestial
- 2006: Rebels
- 2007: Empezar Desde Cero
- 2009: Para Olvidarte de Mí

## Nominacje i nagrody
- 2011: Magazyn „People en Español” – lista „50 najpiękniejszych”
- 2010: Magazyn „People en Español” – lista „50 najpiękniejszych”
- 2009: Nagroda „People en Español” dla najlepszej młodzieżowej aktorki 2009 roku
- 2007: Magazyn „People en Español” – lista „50 najpiękniejszych”
- 2007: Nagroda Dumne Latino kanału Ritmoson latino – Dulce razem ze swoimi kolegami z RBD zwyciężyli w trzech kategoriach: album latino roku (za płytę Celestial), piosenka latino roku (za No Pares), grupa latino roku.
- 2006: Meksykańska gazeta „Quien” nazwała ją jedną z „Najpiękniejszych 2006”.
- 2006: Nagroda TV & Novelas w kategorii aktorka młodzieżowa za rolę Roberty Pardo w telenoweli Zbuntowani

### Premios Juventud
| Rok  | Kategoria                                  | Wynik     |
| ---- | ------------------------------------------ | --------- |
| 2005 | Burzliwy romans (razem z Alfonsem Herrerą) | Wygrana   |
| 2006 | Chcę wyglądać jak ona                      | Wygrana   |
| 2006 | Dziewczyna z moich snów                    | Nominacja |
| 2007 | Jak zgrabnie się porusza                   | Nominacja |
| 2007 | Dziewczyna z moich snów                    | Nominacja |
| 2007 | Chcę wyglądać jak ona                      | Nominacja |
| 2007 | Moim idolem jest...                        | Nominacja |
| 2009 | Dziewczyna z moich snów                    | Nominacja |
| 2009 | Jak zgrabnie się porusza                   | Nominacja |
| 2009 | Chcę wyglądać jak ona                      | Nominacja |
| 2009 | Moim idolem jest...                        | Nominacja |
| 2009 | W spojrzeniu paparazzi                     | Nominacja |
| 2009 | Kombinacja idealna                         | Nominacja |
| 2009 | Najbardziej podchwytliwa piosenka          | Nominacja |
| 2009 | Głos momentu                               | Nominacja |
| 2009 | Mój artysta pop                            | Nominacja |